# 9 meses
9 meses és una comèdia romàntica coproduïda per Espanya i Veneçuela, que desenvolupa tota la seva trama en aquesta primera, més concretament en Madrid i València. La pel·lícula està dirigida pel director espanyol Miguel Perelló, i és protagonitzada per Enrique Arce i per les actrius  Anabel Alonso, Anabell Rivero, Mónica Cruz i Vanesa Romero.

## Argument
La pel·lícula és una comèdia que relata la història de tres dones treintañeras, adinerades i reeixides a les quals només els falta formar una família per a ser felices completament. Busquen a un home semental, que tingui una sèrie de característiques que encaixin en l'estereotip de pare que les tres volen per a quedar-se embarassades del mateix home i al mateix temps.
Els personatges són: Clara Nadal, una educadora interpretada per Vanesa Romero, Charo Maspons, una advocada amb èxit interpretada per Anabel Alonso i Liliana Guzmán, interpretada per Anabell Rivero, una veneçolana gerent de màrqueting. Són tres amigues que decideixen deixar a un costat la cerca infructuosa del príncep blau de conte, per a buscar a un home que pugui ser el pare perfecte.
Les tres dones acudeixen a veure una obra de teatre en la qual participava Fernando Díaz, interpretat per Enrique Arce, amb qui Charo va mantenir un antic romanç quan eren més joves. Fernando és un actor de teatre amb poca sort en la seva vida amorosa i professional i que té com a somni tenir una família nombrosa. Charo els compta a Clara i a Liliana com és Fernando segons recorda ella de la seva relació i les noies s'adonen que és l'home que les tres buscaven. Totes ho consideren un home maco, endreçat i bon amant, per la qual cosa le preponen el seu objectiu. Això deixa a Fernando atònit i sense paraules, la qual cosa fa que es negui immediatament, en considerar-ho una barbaritat.
Després de quatre dies de reflexió i després d'adonar-se que la seva vida no ha pres encara cap ritme, Fernando accepta el propòsit de les tres noies i signatura el document que fixa les clàusules i els requisits que ha de complir per a deixar-les embarassades. Al principi tot sembla perfecte per a ell perquè mantenia relacions sexuals amb les tres dones, no obstant això, a Fernando li proposen participar en una obra de teatre a Madrid i ha d'anar-se a viure allí deixant soles a les noies. Elles no s'ho prenen bé, però abans que aquest s'anés i amb motiu que les tres estaven ovulant, aprofiten l'oportunitat per a utilitzar-ho fins a l'últim moment.
Quan se'n va a Madrid, Fernando s'allotja a la casa de la seva germana Roxanna, interpretada per Mireia Pérez. Allí coneix d'una forma poc habitual a una amiga de la seva germana Roxanna, Inma Garcés, interpretada per Mónica Cruz. La mateixa nit de la seva arribada es fica a dormir en el llit ocupat per Inma sense saber que ella era aquí. A partir d'aquest moment comença a sorgir l'amor entre tots dos i comencen un romanç, deixant a un costat la seva mala sort en l'amor i també, simultàniament, en el terreny professional. Ella simplement li demana sinceritat, però ell no li compta l'acord que té amb Clara, Charo i Liliana sobre l'embaràs, ja que considera que pot prendre-s'ho a mal i com al final no s'havien quedat embarassades tampoc tindria perquè assabentar-se.
Durant la seva estada a Madrid, les noies criden a Fernando per a anunciar-los que estan les tres embarassades. Mesos després Fernando torna de nou a València, sense haver-li dit encara a Inma que esperava tres fills de tres dones diferents. En aquesta visita tractarà de conèixer els pares de les tres noies, havent d'inventar-se tres identitats diferents perquè les seves famílies no sospitin res que és el mateix pare.
Al poc temps, Inma decideix viatjar a València per a comunicar-li a Fernando que està embarassada, però quan arriba s'assabenta de tota la veritat i encara que ell plora i li demana perdó, aquesta decideix tornar a Madrid sense perdonar-li perquè només li havia demanat una cosa, sinceritat, i aquest li va fallar. Just en aquest moment, les tres noies es posen de part. Poc després, Fernando torna a Madrid per a interpretar el paper protagonista en una obra de teatre i gràcies a un amic seu s'assabenta que Inma inaugura una exposició, per la qual cosa en acabar l'exposició se’n va corrent a la recerca d'aquesta i després de demanar-li disculpes de nou i dir-li que anava a lluitar per ella sempre, perquè “sempre cal lluitar per les coses que valen la pena”, aquests es fonen en una gran abraçada i reprenen de nou la seva relació, assabentant-se que es convertirà en pare per quarta vegada. La pel·lícula acaba amb les noces de Gustavo, interpretat per Jaime Linares, i Ramón, interpretat per Pep Selles, els amics gais de Fernando, on Inma trenca aigües en el moment en el qual tots estan posant per a fer-se una foto.

## Director
La pel·lícula està dirigida per Miguel Perelló, un director i productor de cinema i televisió que ha treballat per a diverses productores espanyoles com ara Cartel o Intercartel. És membre de l'Acadèmia de les Arts i les Ciències Audiovisuals d'Espanya, Patró de la Fundació Ciutat de la Llum de la Comunitat Valenciana, membre de l'Associació de Directors així com de Productors de la Comunitat Valenciana i del Consell Assessor de l'Audiovisual de la Generalitat Valenciana. També és membre de la Acadèmia de Televisió d'Espanya.
Perelló va ser president de l'Associació de Productors Valencians (APV) i president de Indigomedia (empresa sorgida de la fusió de Nisa i Intercartel). Alguns dels seus treballs com a director de cinema han estat 9 meses, de la qual el director ha afirmat que “9 meses és una comèdia de dones, feta per dones i per a dones”, i Lo que tiene el otro, i com a productor destaquen altres treblls com Cien maneras de acabar con el amor i La bicicleta. A televisió va realitzar  Cuerpo a la carta i Els Buscadors.

## Repartiment
- Enrique Arce  interpreta a Fernando Díaz, un actor que no ha aconseguit l'èxit professional, treintañero i immadur que somia amb poder formar una família nombrosa, somni que aconseguirà d'una manera inesperada per a ell. La seva vida transcorre entre València, on viu en el pis dels seus pares, i Madrid on comparteix pis amb la seva germana.
- Mónica Cruz interpreta a Inma Garcés, una jove escultora i artista plàstica que comença a aconseguir reconeixement per les seves obres. La seva àvia és la persona més important en la seva vida i una de les coses que més odia és que les persones li esmenten. Durant el transcurs del film estarà embolicada en una tempesta de mentides, gelosia i embolics.
- Anabel Alonso interpreta a Charo Maspons, és una advocada reeixida, sincera i decidida a aconseguir els seus reptes. Cansada d'esperar al príncep blau que no arriba decideix emprendre el repte més important de la seva vida, convertir-se en mare al mateix temps que les seves dues millors amigues i del mateix pare. Gràcies a ella les tres amigues aconsegueixen trobar al pare perfecte per a les tres.
- Vanesa Romero interpreta a Clara Nadal, una dona somiadora, respectuosa, amigable i molt hàbil amb els números, dedicada a l'educació que es disposa a fer un pas important en la seva vida, ser mare al mateix temps que les seves amigues, ja que ella també està cansada d'esperar a l'home ideal.
- Anabell Rivero interpreta a Liliana Guzmán, una atractiva veneçolana que va deixar el seu país per a assegurar-se un futur professional a la seva mesura a València com a gerent de màrqueting. Persistent amb els seus somnis decideix que és el moment de lluita per ser mare.
- Sergio Caballero interpreta a Sebastián, que és el superb representant de Fernando Díaz, que intenta trobar per tots els mitjans un buit en la televisió, el cinema o el teatre per al seu gran amic. Es mou a la recerca dels seus interessos i del seu propi benefici.
- Josep Selles interpreta a Ramón, l'amic homosexual de Fernando i que manté una relació sentimental amb Sebastián, que després de diversos vaivens culminarà amb el sí que vull en l'altar.
- Jaime Linares interpreta a Gustavo, amic de Fernando durant molts anys, que manté una relació amb Ramón amb el qual finalment contraurà matrimoni. És divertit, simpàtic i afectuós.
- Mireia Pérez interpreta a Roxanna, que és la germana de Fernando, la qual l'acull a la seva casa de Madrid quan aquest es muda allí per a rellançar la seva carrera professional. Gràcies a Roxanna, Fernando coneixerà a Inma. Roxanna és qui impulsa a Inma perquè aquesta li digui a Fernando que està esperant un fill seu.
- Mamen García interpreta a Kika, la mare de Fernando. Kika secunda molt a Fernando, tant en la seva vida personal com en la professional. És divertida, simpàtica i molt optimista. És la primera a donar el vistiplau a la triple paternitat del seu fill.
- Albert Forner interpreta al pare de Fernando. Igual que la seva dona secunda molt a Fernando en totes les seves decisions fins i tot en la de ser pare de tres fills de mares diferents.

## Crítica
La rebuda per part del públic es podria dir que no va ser massa rellevant. La productora, avançant-se al possible fracàs d'aquesta, no la va estrenar en cinemes fins a tres anys després de la finalització del seu rodatge.
9 meses després d'estrenar-se en un escàs nombre de sales d'Espanya i encara menys de Veneçuela, es va llançar a la venda en DVD. En aquesta plataforma tampoc podem afirmar, que la seva distribució i repercussió fossin molt més rellevants, però si que va passar a formar part de la prestatgeria de qualsevol videoclub. A més també es va llançar en plataforma en línia, amb la finalitat de fer més assequible la seva visualització i tenir un abast més internacional. El treball de màrqueting realitzat per a promocionar aquesta pel·lícula no va ser ni molt menys magistral, com a conseqüència també de l'escàs pressupost del qual es disposava.
L'opinió pública comunament expressada sobre aquesta obra cinematogràfica ve perfectament reflectida en aquest comentari anònim, trobat en una pàgina web:
”No és un gran peliculón però és entretinguda i com dura 1 hora i mitja no es fa pesada i té els seus moments divertits sobretot en les escenes on es veu com les tres dones utilitzen al pobre Fernando per a aconseguir quedar-se embarassades.”.

## Localitzacions relacionades
Aquest film ha estat promocionat per tota Espanya, però no ha estat emès en cinemes que no pertanyessin a Cinemes Units. Respecte al seu llançament a l'estranger, es podria dir, que l'única part del món on pot haver tingut una mica de repercussió és a Amèrica del Sud, i més concretament a Veneçuela, a conseqüència de la coproducció de les companyies De Palacio Films i HPN. La pel·lícula va ser rodada a la Comunitat Valenciana, València; d'aquí la seva col·laboració directa amb aquest projecte cinematogràfic. Una altra de les ciutats representades en el film i on també van estar rodant va ser Madrid, igual que a la Ciutat de la Llum, Alacant.

## Finançament i col·laboració
Aquest film és una coproducció entre Espanya i Veneçuela realitzada per DePalacio Films (Espanya) i Productors HPN, CA (Veneçuela); amb la participació de TVE, RTVV i Cines Unidos.
Aquesta pel·lícula ha estat finançada per ICO, sent els seus principals col·laboradors: ICO, ICAA, Ibermedia, Generalitat Valenciana, Ciutat de la Llum, IVAC, CNAC. L'empresa encarregada de distribuir el contingut de la pel·lícula per tota Espanya és l'empresa Premium.

## Premis
La pel·lícula 9 meses va ser nominada en 2010 i va resultar premiada entre 61 treballs cinematogràfics, TV movies, curtmetratges, llargmetratges i sèries de ficció en la XXXI edició de la Mostra de València, celebrada als cinemes Lys. El premi rebut va ser al millor llargmetratge, dotat amb 15.000 euros.